# Langøy
Langøy is een plaats in de Noorse gemeente Averøy, provincie Møre og Romsdal. Langøy telt 351 inwoners (2007) en heeft een oppervlakte van 0,65 km².